# Temporada 1998 de Fórmula 1
La temporada 1998 de Fórmula 1 fue la 49.º edición del Campeonato Mundial de Fórmula 1 de la historia. En esta temporada el vencedor fue Mika Häkkinen y McLaren venció en el título de constructores.

## Escuderías y pilotos
La siguiente tabla muestra los equipos inscritos para el Mundial 1998 de Fórmula 1.
| Escudería                    | Chasis   | Chasis | Motor                 | Neu. | N.º | Pilotos               | Rondas |
| ---------------------------- | -------- | ------ | --------------------- | ---- | --- | --------------------- | ------ |
| Winfield Williams F1 Team    | Williams | FW20   | Mecachrome GC37-01    | G    | 1   | Jacques Villeneuve    | Todas  |
| Winfield Williams F1 Team    | Williams | FW20   | Mecachrome GC37-01    | G    | 2   | Heinz-Harald Frentzen | Todas  |
| Scuderia Ferrari Marlboro    | Ferrari  | F300   | Ferrari 047           | G    | 3   | Michael Schumacher    | Todas  |
| Scuderia Ferrari Marlboro    | Ferrari  | F300   | Ferrari 047           | G    | 4   | Eddie Irvine          | Todas  |
| Mild Seven Benetton Playlife | Benetton | B198   | Playlife GC37-01      | B    | 5   | Giancarlo Fisichella  | Todas  |
| Mild Seven Benetton Playlife | Benetton | B198   | Playlife GC37-01      | B    | 6   | Alexander Wurz        | Todas  |
| West McLaren Mercedes        | McLaren  | MP4-13 | Mercedes FO110G       | B    | 7   | David Coulthard       | Todas  |
| West McLaren Mercedes        | McLaren  | MP4-13 | Mercedes FO110G       | B    | 8   | Mika Häkkinen         | Todas  |
| Benson & Hedges Jordan       | Jordan   | 198    | Mugen-Honda MF-301 HC | G    | 9   | Damon Hill            | Todas  |
| Benson & Hedges Jordan       | Jordan   | 198    | Mugen-Honda MF-301 HC | G    | 10  | Ralf Schumacher       | Todas  |
| Gauloises Prost              | Prost    | AP01   | Peugeot A16           | B    | 11  | Olivier Panis         | Todas  |
| Gauloises Prost              | Prost    | AP01   | Peugeot A16           | B    | 12  | Jarno Trulli          | Todas  |
| Red Bull Sauber Petronas     | Sauber   | C17    | Petronas SPE-01D      | G    | 14  | Jean Alesi            | Todas  |
| Red Bull Sauber Petronas     | Sauber   | C17    | Petronas SPE-01D      | G    | 15  | Johnny Herbert        | Todas  |
| Danka Zepter Arrows          | Arrows   | A19    | Arrows (Hart) T2-F1   | B    | 16  | Pedro Diniz           | Todas  |
| Danka Zepter Arrows          | Arrows   | A19    | Arrows (Hart) T2-F1   | B    | 17  | Mika Salo             | Todas  |
| HSBC Stewart Grand Prix      | Stewart  | SF02   | Ford VJ Zetec-R       | B    | 18  | Rubens Barrichello    | Todas  |
| HSBC Stewart Grand Prix      | Stewart  | SF02   | Ford VJ Zetec-R       | B    | 19  | Jan Magnussen         | 1-7    |
| HSBC Stewart Grand Prix      | Stewart  | SF02   | Ford VJ Zetec-R       | B    | 19  | Jos Verstappen        | 8-16   |
| PIAA Tyrrell                 | Tyrrell  | 026    | Ford JD Zetec-R       | G    | 20  | Ricardo Rosset        | Todas  |
| PIAA Tyrrell                 | Tyrrell  | 026    | Ford JD Zetec-R       | G    | 21  | Toranosuke Takagi     | Todas  |
| Fondmetal Minardi Team SpA   | Minardi  | M198   | Ford JD Zetec-R       | B    | 22  | Shinji Nakano         | Todas  |
| Fondmetal Minardi Team SpA   | Minardi  | M198   | Ford JD Zetec-R       | B    | 23  | Esteban Tuero         | Todas  |

## Resultados
| Carrera                     | Fecha            | Circuito          | Piloto ganador     | Constructor ganador | Resultados |
| --------------------------- | ---------------- | ----------------- | ------------------ | ------------------- | ---------- |
| Gran Premio de Australia    | 8 de marzo       | Melbourne         | Mika Häkkinen      | McLaren-Mercedes    | Resultados |
| Gran Premio de Brasil       | 29 de marzo      | Interlagos        | Mika Häkkinen      | McLaren-Mercedes    | Resultados |
| Gran Premio de Argentina    | 12 de abril      | Buenos Aires      | Michael Schumacher | Ferrari             | Resultados |
| Gran Premio de San Marino   | 26 de abril      | Imola             | David Coulthard    | McLaren-Mercedes    | Resultados |
| Gran Premio de España       | 10 de mayo       | Cataluña          | Mika Häkkinen      | McLaren-Mercedes    | Resultados |
| Gran Premio de Mónaco       | 24 de mayo       | Mónaco            | Mika Häkkinen      | McLaren-Mercedes    | Resultados |
| Gran Premio de Canadá       | 7 de junio       | Gilles Villeneuve | Michael Schumacher | Ferrari             | Resultados |
| Gran Premio de Francia      | 28 de junio      | Magny-Cours       | Michael Schumacher | Ferrari             | Resultados |
| Gran Premio de Gran Bretaña | 12 de julio      | Silverstone       | Michael Schumacher | Ferrari             | Resultados |
| Gran Premio de Austria      | 26 de julio      | A1-Ring           | Mika Häkkinen      | McLaren-Mercedes    | Resultados |
| Gran Premio de Alemania     | 2 de agosto      | Hockenheimring    | Mika Häkkinen      | McLaren-Mercedes    | Resultados |
| Gran Premio de Hungría      | 16 de agosto     | Hungaroring       | Michael Schumacher | Ferrari             | Resultados |
| Gran Premio de Bélgica      | 30 de agosto     | Spa-Francorchamps | Damon Hill         | Jordan-Mugen-Honda  | Resultados |
| Gran Premio de Italia       | 13 de septiembre | Monza             | Michael Schumacher | Ferrari             | Resultados |
| Gran Premio de Luxemburgo   | 27 de septiembre | Nürburgring       | Mika Häkkinen      | McLaren-Mercedes    | Resultados |
| Gran Premio de Japón        | 1 de noviembre   | Suzuka            | Mika Häkkinen      | McLaren-Mercedes    | Resultados |

## Clasificaciones

### Puntuaciones
| Posición | 1.º | 2.º | 3.º | 4.º | 5.º | 6.º |
| Puntos   | 10  | 6   | 4   | 3   | 2   | 1   |

### Campeonato de Pilotos
| Pos. | Piloto                | AUS | BRA | ARG | SMR | ESP | MON | CAN | FRA | GBR | AUT | GER | HUN | BEL | ITA | LUX | JPN | Puntos |
| ---- | --------------------- | --- | --- | --- | --- | --- | --- | --- | --- | --- | --- | --- | --- | --- | --- | --- | --- | ------ |
| 1    | Mika Häkkinen         | 1   | 1   | 2   | Ret | 1   | 1   | Ret | 3   | 2   | 1   | 1   | 6   | Ret | 4   | 1   | 1   | 100    |
| 2    | Michael Schumacher    | Ret | 3   | 1   | 2   | 3   | 10  | 1   | 1   | 1   | 3   | 5   | 1   | Ret | 1   | 2   | Ret | 86     |
| 3    | David Coulthard       | 2   | 2   | 6   | 1   | 2   | Ret | Ret | 6   | Ret | 2   | 2   | 2   | 7   | Ret | 3   | 3   | 56     |
| 4    | Eddie Irvine          | 4   | 8   | 3   | 3   | Ret | 3   | 3   | 2   | 3   | 4   | 8   | Ret | Ret | 2   | 4   | 2   | 47     |
| 5    | Jacques Villeneuve    | 5   | 7   | Ret | 4   | 6   | 5   | 10  | 4   | 7   | 6   | 3   | 3   | Ret | Ret | 8   | 6   | 21     |
| 6    | Damon Hill            | 8   | DSQ | 8   | 10  | Ret | 8   | Ret | Ret | Ret | 7   | 4   | 4   | 1   | 6   | 9   | 4   | 20     |
| 7    | Heinz-Harald Frentzen | 3   | 5   | 9   | 5   | 8   | Ret | Ret | 15  | Ret | Ret | 9   | 5   | 4   | 7   | 5   | 5   | 17     |
| 8    | Alexander Wurz        | 7   | 4   | 4   | Ret | 4   | Ret | 4   | 5   | 4   | 9   | 11  | 16  | Ret | Ret | 7   | 9   | 17     |
| 9    | Giancarlo Fisichella  | Ret | 6   | 7   | Ret | Ret | 2   | 2   | 9   | 5   | Ret | 7   | 8   | Ret | 8   | 6   | 8   | 16     |
| 10   | Ralf Schumacher       | Ret | Ret | Ret | 7   | 11  | Ret | Ret | 16  | 6   | 5   | 6   | 9   | 2   | 3   | Ret | Ret | 14     |
| 11   | Jean Alesi            | Ret | 9   | 5   | 6   | 10  | 12  | Ret | 7   | Ret | Ret | 10  | 7   | 3   | 5   | 10  | 7   | 9      |
| 12   | Rubens Barrichello    | Ret | Ret | 10  | Ret | 5   | Ret | 5   | 10  | Ret | Ret | Ret | Ret | DNS | 10  | 11  | Ret | 4      |
| 13   | Mika Salo             | Ret | Ret | Ret | 9   | Ret | 4   | Ret | 13  | Ret | Ret | 14  | Ret | DNS | Ret | 14  | Ret | 3      |
| 14   | Pedro Diniz           | Ret | Ret | Ret | Ret | Ret | 6   | 9   | 14  | Ret | Ret | Ret | 11  | 5   | Ret | Ret | Ret | 3      |
| 15   | Johnny Herbert        | 6   | 11  | Ret | Ret | 7   | 7   | Ret | 8   | Ret | 8   | Ret | 10  | Ret | Ret | Ret | 10  | 1      |
| 16   | Jarno Trulli          | Ret | Ret | 11  | Ret | 9   | Ret | Ret | Ret | Ret | 10  | 12  | Ret | 6   | 13  | Ret | 12  | 1      |
| 17   | Jan Magnussen         | Ret | 10  | Ret | Ret | 12  | Ret | 6   |     |     |     |     |     |     |     |     |     | 1      |
| NC   | Shinji Nakano         | Ret | Ret | 13  | Ret | 14  | 9   | 7   | 17  | 8   | 11  | Ret | 15  | 8   | Ret | 15  | Ret | 0      |
| NC   | Esteban Tuero         | Ret | Ret | Ret | 8   | 15  | Ret | Ret | Ret | Ret | Ret | 16  | Ret | Ret | 11  | Ret | Ret | 0      |
| NC   | Ricardo Rosset        | Ret | Ret | 14  | Ret | DNQ | DNQ | 8   | Ret | Ret | 12  | DNQ | DNQ | DNS | 12  | Ret | DNQ | 0      |
| NC   | Toranosuke Takagi     | Ret | Ret | 12  | Ret | 13  | 11  | Ret | Ret | 9   | Ret | 13  | 14  | Ret | 9   | 16  | Ret | 0      |
| NC   | Olivier Panis         | 9   | Ret | 15  | 11  | 16  | Ret | Ret | 11  | Ret | Ret | 15  | 12  | DNS | Ret | 12  | 11  | 0      |
| NC   | Jos Verstappen        |     |     |     |     |     |     |     | 12  | Ret | Ret | Ret | 13  | Ret | Ret | 13  | Ret | 0      |
| Pos. | Piloto                | AUS | BRA | ARG | SMR | ESP | MON | CAN | FRA | GBR | AUT | GER | HUN | BEL | ITA | LUX | JPN | Puntos |

| Color      | Resultado                          |
| ---------- | ---------------------------------- |
| Oro        | Ganador                            |
| Plata      | 2.º puesto                         |
| Bronce     | 3.er puesto                        |
| Verde      | Finalizó en los puntos             |
| Azul       | Finalizó sin puntos                |
| Azul       | NC - No clasificado                |
| Violeta    | Ret - No terminó                   |
| Rojo       | DNQ - No se clasificó              |
| Rojo       | DNPQ - No se preclasificó          |
| Negro      | DSQ - Descalificado                |
| Blanco     | DNS - No empezó                    |
| Blanco     | WD - Retirado                      |
| Blanco     | C - Carrera cancelada              |
| Azul claro | TD - Entrenamientos libres (2003-) |
| Sin color  | DNP - Inscrito, pero no participó  |
| Sin color  | INJ - Inscrito, pero lesionado     |
| Sin color  | EX - Excluido                      |

| Estado  | Resultado                                                                             |
| ------- | ------------------------------------------------------------------------------------- |
| Negrita | Pole position                                                                         |
| Cursiva | Vuelta rápida                                                                         |
| 1-8     | Posiciones puntuables de clasificación sprint (2021-)                                 |
| †       | No acabó el Gran Premio, pero fue clasificado ya que completó el porcentaje necesario |
| ‡       | Monoplaza compartido                                                                  |
| ~       | Se otorgó la mitad de puntos ya que no se cumplió con el 75% de la carrera            |
| ≠       | No obtuvo puntos ya que era piloto invitado                                           |
| F2      | Inscrito para carrera de Fórmula 2, no sumaba puntos                                  |

### Estadísticas del Campeonato de Pilotos
| Pos.    | Piloto                | Escudería | Grandes Premios | Victorias | Podios | Poles | Vueltas rápidas | Vueltas lideradas | Puntos |
| ------- | --------------------- | --------- | --------------- | --------- | ------ | ----- | --------------- | ----------------- | ------ |
| 1       | Mika Häkkinen         | McLaren   | 16              | 8         | 11     | 9     | 6               | 576               | 100    |
| 2       | Michael Schumacher    | Ferrari   | 16              | 6         | 11     | 3     | 6               | 268               | 86     |
| 3       | David Coulthard       | McLaren   | 16              | 1         | 9      | 3     | 3               | 120               | 56     |
| 4       | Eddie Irvine          | Ferrari   | 16              |           | 8      |       |                 | 1                 | 47     |
| 5       | Jacques Villeneuve    | Williams  | 16              |           | 2      |       |                 |                   | 21     |
| 6       | Damon Hill            | Jordan    | 16              | 1         | 1      |       |                 | 26                | 20     |
| 7       | Heinz-Harald Frentzen | Williams  | 16              |           | 1      |       |                 |                   | 17     |
| 8       | Alexander Wurz        | Benetton  | 16              |           |        |       | 1               |                   | 17     |
| 9       | Giancarlo Fisichella  | Benetton  | 16              |           | 2      | 1     |                 | 24                | 16     |
| 10      | Ralf Schumacher       | Jordan    | 16              |           | 2      |       |                 |                   | 14     |
| 11      | Jean Alesi            | Sauber    | 16              |           | 1      |       |                 |                   | 9      |
| 12      | Rubens Barrichello    | Stewart   | 16 (15)         |           |        |       |                 |                   | 4      |
| 13      | Mika Salo             | Arrows    | 16 (15)         |           |        |       |                 |                   | 3      |
| 14      | Pedro Diniz           | Arrows    | 16              |           |        |       |                 |                   | 3      |
| 15      | Johnny Herbert        | Sauber    | 16              |           |        |       |                 |                   | 1      |
| 16      | Jarno Trulli          | Prost     | 16              |           |        |       |                 |                   | 1      |
| 17      | Jan Magnussen         | Stewart   | 7               |           |        |       |                 |                   | 1      |
| NC      | Shinji Nakano         | Minardi   | 16              |           |        |       |                 |                   | 0      |
| NC      | Esteban Tuero         | Minardi   | 16              |           |        |       |                 |                   | 0      |
| NC      | Ricardo Rosset        | Tyrrell   | 16 (10)         |           |        |       |                 |                   | 0      |
| NC      | Toranosuke Takagi     | Tyrrell   | 16              |           |        |       |                 |                   | 0      |
| NC      | Olivier Panis         | Prost     | 16 (15)         |           |        |       |                 |                   | 0      |
| NC      | Jos Verstappen        | Stewart   | 9               |           |        |       |                 |                   | 0      |
| Fuente: |                       |           |                 |           |        |       |                 |                   |        |

### Campeonato de Constructores
| Pos. | Constructor         | N.º | AUS | BRA | ARG | SMR | ESP | MON | CAN | FRA | GBR | AUT | GER | HUN | BEL | ITA | LUX | JPN | Puntos |
| ---- | ------------------- | --- | --- | --- | --- | --- | --- | --- | --- | --- | --- | --- | --- | --- | --- | --- | --- | --- | ------ |
| 1    | McLaren-Mercedes    | 7   | 2   | 2   | 6   | 1   | 2   | Ret | Ret | 6   | Ret | 2   | 2   | 2   | 7   | Ret | 3   | 3   | 156    |
| 1    | McLaren-Mercedes    | 8   | 1   | 1   | 2   | Ret | 1   | 1   | Ret | 3   | 2   | 1   | 1   | 6   | Ret | 4   | 1   | 1   | 156    |
| 2    | Ferrari             | 3   | Ret | 3   | 1   | 2   | 3   | 10  | 1   | 1   | 1   | 3   | 5   | 1   | Ret | 1   | 2   | Ret | 133    |
| 2    | Ferrari             | 4   | 4   | 8   | 3   | 3   | Ret | 3   | 3   | 2   | 3   | 4   | 8   | Ret | Ret | 2   | 4   | 2   | 133    |
| 3    | Williams-Mecachrome | 1   | 5   | 7   | Ret | 4   | 6   | 5   | 10  | 4   | 7   | 6   | 3   | 3   | Ret | Ret | 8   | 6   | 38     |
| 3    | Williams-Mecachrome | 2   | 3   | 5   | 9   | 5   | 8   | Ret | Ret | 15  | Ret | Ret | 9   | 5   | 4   | 7   | 5   | 5   | 38     |
| 4    | Jordan-Mugen-Honda  | 9   | 8   | DSQ | 8   | 10  | Ret | 8   | Ret | Ret | Ret | 7   | 4   | 4   | 1   | 6   | 9   | 4   | 34     |
| 4    | Jordan-Mugen-Honda  | 10  | Ret | Ret | Ret | 7   | 11  | Ret | Ret | 16  | 6   | 5   | 6   | 9   | 2   | 3   | Ret | Ret | 34     |
| 5    | Benetton-Playlife   | 5   | Ret | 6   | 7   | Ret | Ret | 2   | 2   | 9   | 5   | Ret | 7   | 8   | Ret | 8   | 6   | 8   | 33     |
| 5    | Benetton-Playlife   | 6   | 7   | 4   | 4   | Ret | 4   | Ret | 4   | 5   | 4   | 9   | 11  | 16  | Ret | Ret | 7   | 9   | 33     |
| 6    | Sauber-Petronas     | 14  | Ret | 9   | 5   | 6   | 10  | 12  | Ret | 7   | Ret | Ret | 10  | 7   | 3   | 5   | 10  | 7   | 10     |
| 6    | Sauber-Petronas     | 15  | 6   | 11  | Ret | Ret | 7   | 7   | Ret | 8   | Ret | 8   | Ret | 10  | Ret | Ret | Ret | 10  | 10     |
| 7    | Arrows              | 16  | Ret | Ret | Ret | Ret | Ret | 6   | 9   | 14  | Ret | Ret | Ret | 11  | 5   | Ret | Ret | Ret | 6      |
| 7    | Arrows              | 17  | Ret | Ret | Ret | 9   | Ret | 4   | Ret | 13  | Ret | Ret | 14  | Ret | DNS | Ret | 14  | Ret | 6      |
| 8    | Stewart-Ford        | 18  | Ret | Ret | 10  | Ret | 5   | Ret | 5   | 10  | Ret | Ret | Ret | Ret | DNS | 10  | 11  | Ret | 5      |
| 8    | Stewart-Ford        | 19  | Ret | 10  | Ret | Ret | 12  | Ret | 6   | 12  | Ret | Ret | Ret | 13  | Ret | Ret | 13  | Ret | 5      |
| 9    | Prost-Peugeot       | 11  | 9   | Ret | 15  | 11  | 16  | Ret | Ret | 11  | Ret | Ret | 15  | 12  | DNS | Ret | 12  | 11  | 1      |
| 9    | Prost-Peugeot       | 12  | Ret | Ret | 11  | Ret | 9   | Ret | Ret | Ret | Ret | 10  | 12  | Ret | 6   | 13  | Ret | 12  | 1      |
| NC   | Minardi-Ford        | 22  | Ret | Ret | 13  | Ret | 14  | 9   | 7   | 17  | 8   | 11  | Ret | 15  | 8   | Ret | 15  | Ret | 0      |
| NC   | Minardi-Ford        | 23  | Ret | Ret | Ret | 8   | 15  | Ret | Ret | Ret | Ret | Ret | 16  | Ret | Ret | 11  | Ret | Ret | 0      |
| NC   | Tyrrell-Ford        | 20  | Ret | Ret | 14  | Ret | DNQ | DNQ | 8   | Ret | Ret | 12  | DNQ | DNQ | DNS | 12  | Ret | DNQ | 0      |
| NC   | Tyrrell-Ford        | 21  | Ret | Ret | 12  | Ret | 13  | 11  | Ret | Ret | 9   | Ret | 13  | 14  | Ret | 9   | 16  | Ret | 0      |
| Pos. | Constructor         | N.º | AUS | BRA | ARG | SMR | ESP | MON | CAN | FRA | GBR | AUT | GER | HUN | BEL | ITA | LUX | JPN | Puntos |

### Estadísticas del Campeonato de Constructores
| Pos. | Constructor         | Vehículo | Neu. | Motor                 | Puntos | Victorias | Podios | Poles |
| ---- | ------------------- | -------- | ---- | --------------------- | ------ | --------- | ------ | ----- |
| 1    | McLaren-Mercedes    | MP4-13   | B    | Mercedes FO110G       | 156    | 9         | 20     | 12    |
| 2    | Ferrari             | F300     | G    | Ferrari 047           | 133    | 6         | 19     | 3     |
| 3    | Williams-Mecachrome | FW20     | G    | Mecachrome GC37-01    | 38     |           | 3      |       |
| 4    | Jordan-Mugen-Honda  | 198      | G    | Mugen-Honda MF-301 HC | 34     | 1         | 3      |       |
| 5    | Benetton-Playlife   | B198     | B    | Playlife GC37-01      | 33     |           | 2      | 1     |
| 6    | Sauber-Petronas     | C17      | G    | Petronas SPE-01D      | 10     |           | 1      |       |
| 7    | Arrows              | A19      | B    | Arrows T2-F1          | 6      |           |        |       |
| 8    | Stewart-Ford        | SF02     | B    | Ford VJ Zetec-R       | 5      |           |        |       |
| 9    | Prost-Peugeot       | AP01     | B    | Peugeot A16           | 1      |           |        |       |
| NC   | Minardi-Ford        | M198     | B    | Ford JD Zetec-R       |        |           |        |       |
| NC   | Tyrrell-Ford        | 026      | G    | Ford JD Zetec-R       |        |           |        |       |